# Essex (Vermont)
Essex es un pueblo ubicado en el condado de Chittenden en el estado estadounidense de Vermont. En el año 2010 tenía una población de 19 587 habitantes y una densidad poblacional de 192,41 personas por km².

## Geografía
Essex se encuentra ubicado en las coordenadas 44°30′7″N 73°5′38″O / 44.50194, -73.09389.

## Demografía
Según la Oficina del Censo en 2000 los ingresos medios por hogar en la localidad eran de $58,441 y los ingresos medios por familia eran $65,794. Los hombres tenían unos ingresos medios de $45 428 frente a los $27 426 para las mujeres. La renta per cápita para la localidad era de $25 854. Alrededor del 2.6% de la población estaban por debajo del umbral de pobreza.